# 13 Pułk Piechoty (Księstwo Warszawskie)
13 Pułk Piechoty – oddział piechoty Armii Księstwa Warszawskiego.

## Formowanie i zmiany organizacyjne
Latem 1809 roku, podczas wojny polsko-austriackiej, sformowano sześć nowych pułków piechoty. By nie zadrażniać stosunków z Rosją, nadano im nazwę „galicyjsko-francuskich”. 13 pułk piechoty sformowany został kosztem cyrkułu lubelskiego, siedleckiego i bialskiego. Do 26 grudnia 1809 nosił nazwę 1 pułku piechoty galicyjsko-francuskiej. Pod koniec 1809 roku liczył 3435 żołnierzy. Po wojnie polsko austriackiej stacjonował w Zamościu. Według etatu z 1810 roku, pułk składał się ze 27 osobowego sztabu i trzech batalionów piechoty po 6 kompanii. Sztaby batalionów liczyć miały 4 osoby, a kompanie 136 żołnierzy. W sumie w pułku powinno służyć 2487 żołnierzy. Faktycznie stan osobowy oddziału był nieco mniejszy.
Zgodnie z zarządzeniem Napoleona z 17 maja 1811 roku, na terenie Księstwa Warszawskiego utworzono trzy dywizje. Pułk wszedł w skład 1 Dywizji.
W czasie inwazji na Rosję 1812 roku pułk pozostał w kraju i stanowił załogę Zamościa.
W 1812 i 1813 walczył w obronie swojego macierzystego garnizonu.
Po abdykacji Napoleona, car Aleksander I wyraził zgodę na odesłanie oddziałów polskich do kraju. Miały one stanowić bazę do tworzenia Wojska Polskiego pod dowództwem wielkiego księcia Konstantego. 13 czerwca 1814 roku pułkowi wyznaczono miejsce koncentracji w Poznaniu.
Pułk nie został jednak odtworzony, bowiem etat armii Królestwa Polskiego przewidywał tylko 12 pułków piechoty. Nowe pułki piechoty sformowano dopiero po wybuchu powstania listopadowego. Rozkaz dyktatora gen. Józefa Chłopickiego z 10 stycznia 1831 roku nakładał obowiązek ich organizowania na władze wojewódzkie. W województwie kaliskim tworzony był 1 Pułk Województwa Kaliskiego przemianowany później na 13 pułk piechoty liniowej. 

## Oficerowie pułku
Pułkiem dowodzili:
- płk August Szneyder (5 lipca 1809),
- płk Jakub Kęszycki (20 marca 1810),
- płk Franciszek Żymirski (17 kwietnia 1811).

Funkcję majora pełnili:
- mjr Kaklist Zakrzewski (5 sierpnia 1809)
- mjr Józef Obertyński (27 grudnia 1811)
- mjr Henryk Dulfus (27 grudnia 1811)

## Mundur

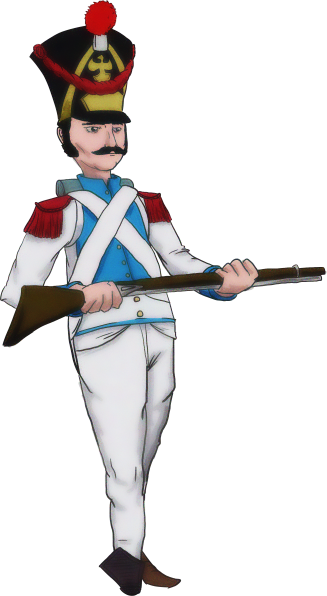
Grenadier Pułku 13 Piechoty

Pułk różnił się od reszty armii kolorem munduru. Po wejściu do Zamościa żołnierzy umundurowano w białe mundury z niebieskimi wypustkami pochodzącymi z magazynów armii austriackiej. Zachowano kołnierze, mankiety oraz złote guziki, dodając jednocześnie niebieskie wyłogi. Spodnie, podobnie jak płaszcze, też były białe. Na głowie czako w kolorze czarnym z pomponem i kordonami w kolorach odpowiadających kompaniom wyborczym, woltyżerskim i fizylierskim. 
Grenadierzy nosili czaka z pomponem koloru czerwieni w odcieniu makowym. Podobnej barwy były sznury i kita.  Na przedzie czaka umieszczona była mosiężna blacha z numerem pułku, zwieńczona emblematem mosiężnego  granatu. Czarny daszek czaka obity był mosiężną blachą. Epolety czerwone. 
Woltyżerzy mieli zielone pompony u czaka, takież sznury i epolety. Na blasze mocowanej na czaku nad numerem pułku umieszczona była trąbka woltyżerska. Saperzy pułkowi ubrani byli w granatową kurtkę, czapy z niedźwiedziego futra (bermyce) z purpurowym piórem, białą kitą i białymi kordonami.
Saperzy pułkowi ubrani byli w granatową kurtkę, czapy z niedźwiedziego futra (bermyce) z purpurowym piórem, białą kitą, białe skórzane fartuchy sięgające praktycznie do szyi, a na rękawach naszyte skrzyżowane dwie siekiery i emblematy granatu z czerwonego materiału. Do tego białe skórzane rękawice. Siekiera sapera spoczywała w czarnej skórzanej torbie. Każdy saper uzbrojony był w tasak i dragoński karabin z bagnetem. Nosili tradycyjny pełny zarost. Powyższy opis, choć stosunkowo obszerny, nie zawiera jednak przedstawienia np. mundurów oficerskich, doboszy, orkiestry czy chorążych. 

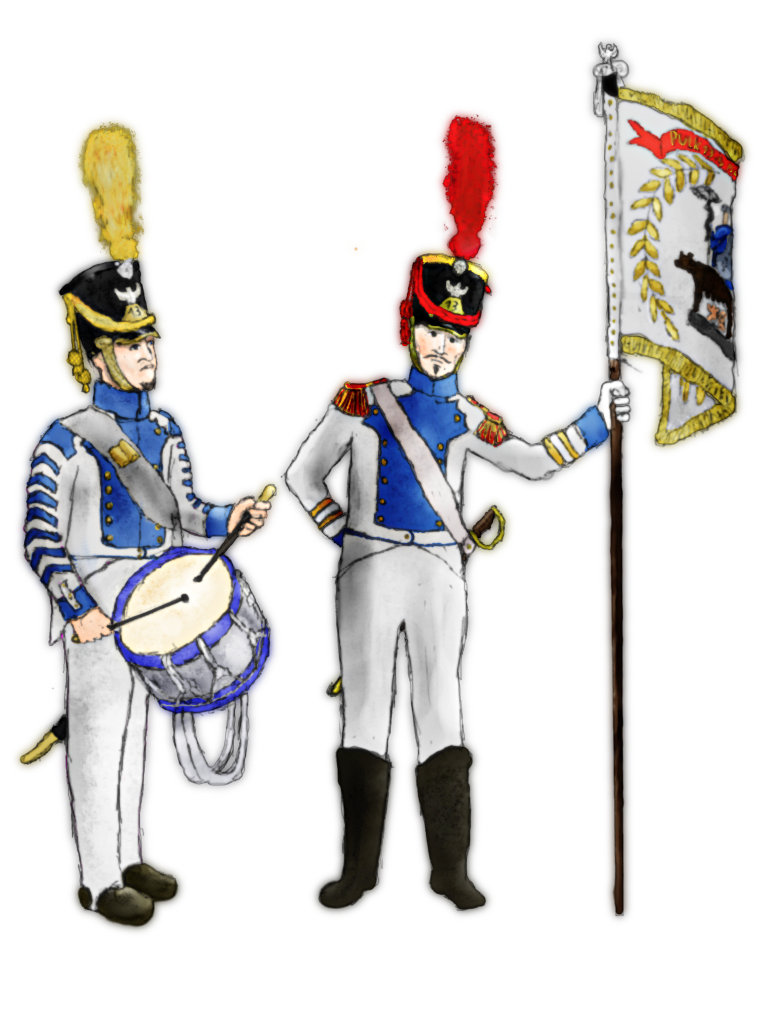
Sierżant ze sztandarem 13 pułku piechoty oraz dobosz

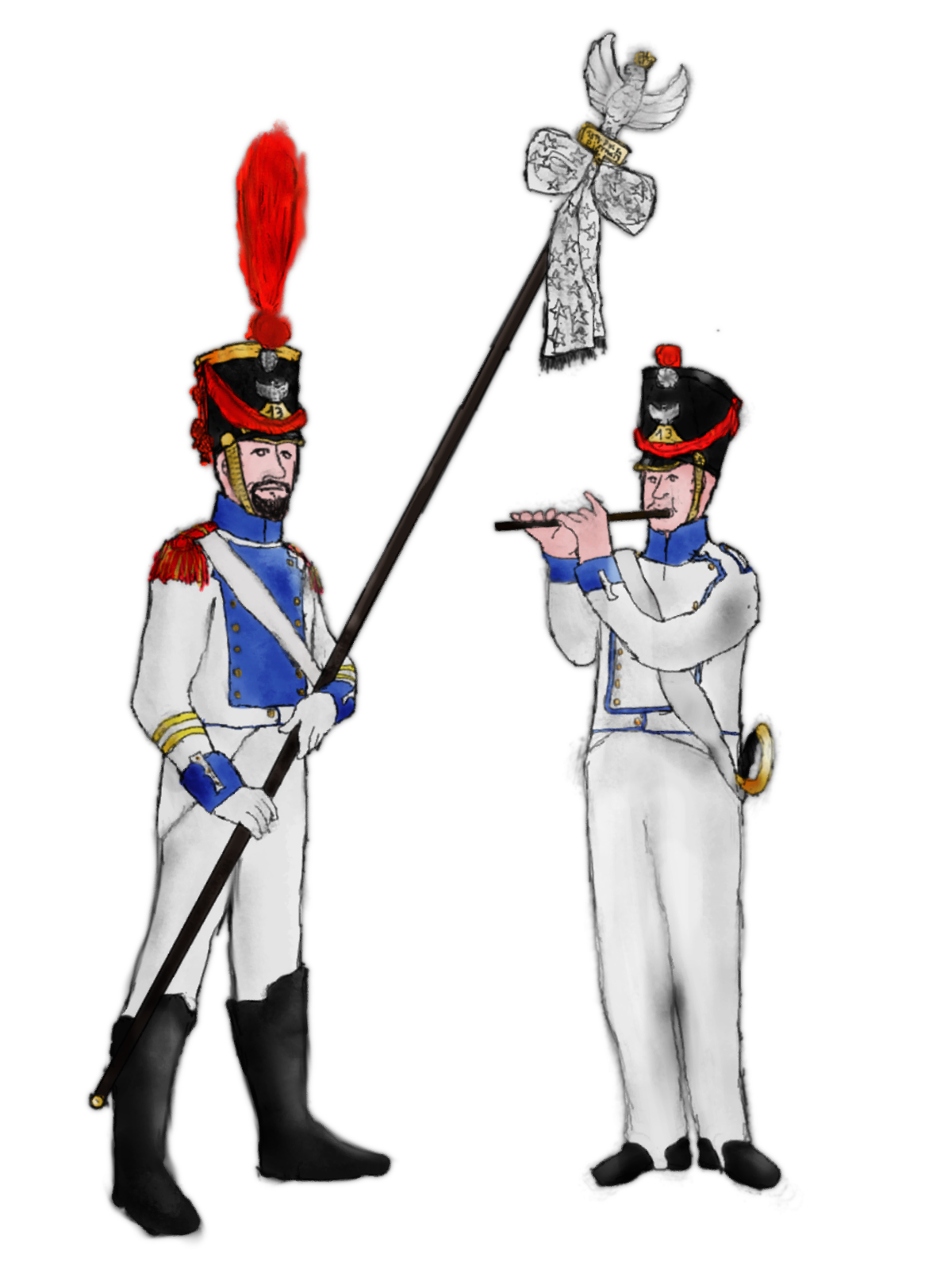
Sierżant Orłowy 13 pułku piechoty wraz z flecistą

Mundur oficerski znaleźć można na rycinie Gembarzewskiego, który na podstawie miniatury wyobrażającej W. Łukasińskiego w 1813 roku przedstawił kapitana w ubiorze małym. Frak granatowy ze złotymi guzikami, epolety złote, czapka czarna typu „pieróg”, spodnie białe, wysokie czarne buty . 

### Chorągiew

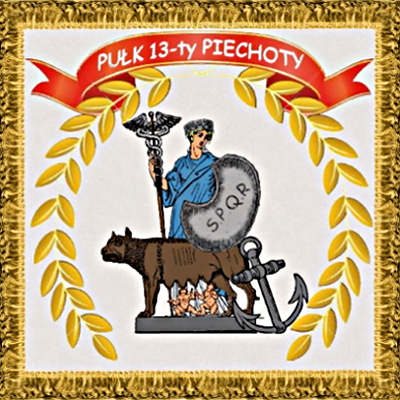
Sztandar Pułku 13. Piechoty

Chorągiew z orłem 13 pułku piechoty z 1809 roku
Bławat z tkaniny jedwabnej białej o wymiarach 70 cm X 63 cm. Pośrodku, w ramie malowanej złotem postać Romy w białym chitonie i niebieskim himationie, w koronie muralis na głowie. W prawej ręce laska (kaduceusz) Merkurego, w lewej tarcza z literami S.P.Q.R.), u nóg wilczyca kapitolinska, karmiąca Romulusa i Remusa, z boku kotwica. Nad obramowaniem wstęga z napisem "PUŁK ..." Po brzegach bławatu malowany złotem wieniec wawrzynowy. Chorągiew z czterech stron obszyta frędzlą złotą. Drzewce długości 250 cm, czarno malowane, na nim tablica z orłem. Na czarno malowanej żelaznej tablicy napisy literami złoconymi: "WOYSKO POLSKIE", na odwrocie "PUŁK 13 PIECHOTY", obramowanie tablicy z blachy złoconej. Orzeł srebrny dęty, brak korony. Na miejscu kokardy kordon złoty z węzłem i chwastami. Strona odwrotna bławatu taka sama.
Orzeł 13 pułku piechoty
Orzeł srebrny, pod nim tablica z ramką mosiężną z napisem; "WOYSKO POLSKIE". Na odwrocie napis: "PUŁK 13-ty" PIECHOTY". Pod tuleją przybita czterema gwoździami o złoconych łebkach kokarda z tkaniny jedwabnej białej, na której gwiazdy haftowane srebrem. Długość kokardy wynosi 125 cm, szerokość 45 cm. Kokarda złożona jest potrójnie i w swej połowie przybita jest do drzewca.